# Ainsi sont les femmes
Pour plus de détails, voir Fiche technique et Distribution.

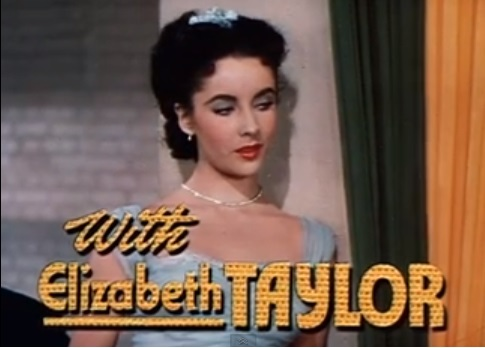

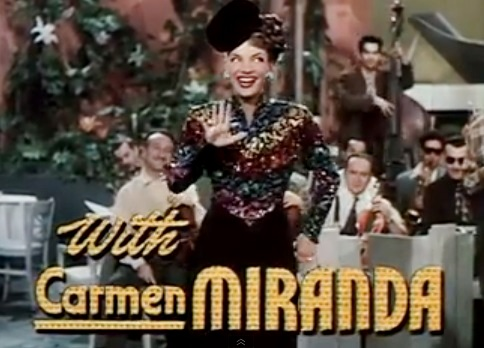

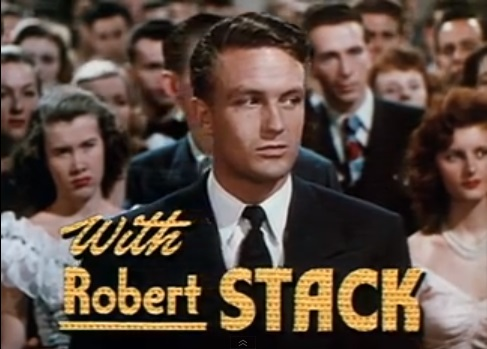

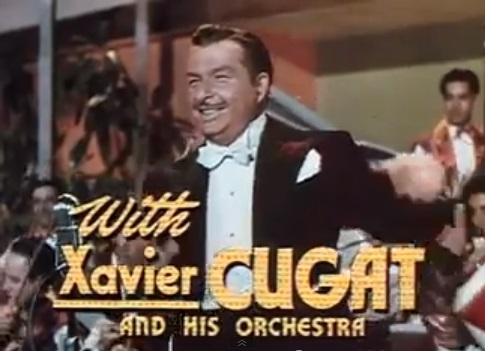

Ainsi sont les femmes (A Date with Judy) est un film musical américain réalisé par Richard Thorpe, sorti en 1948.

## Synopsis
A Santa Barbara, Judy Foster (Jane Powell) et Carol Pringle (Elizabeth Taylor), toutes les deux lycéennes, font la connaissance de Stephen (Robert Stack) plus âgé qu'elles, et tombent sous son charme. Judy délaisse alors Oogie (Scotty Beckett), le frère de Carol et pense déjà à un futur mariage avec Stephen. Mais c'est Carole qui semble plaire à ce dernier qui d'ailleurs, la perce à jour : souffrant de l'absence constante de son père (Leon Ames) qui fait passer son travail avant sa famille, et orpheline de mère, Carole se fait plus vieille qu'elle ne l'est et est égocentrique. En même temps, Judy (dont Carol envie la famille unie et chaleureuse) soupçonne elle son père (Wallace Beery) d'avoir une maîtresse alors que les 20 ans de mariage de celui-ci avec Mme Foster (Selena Royle) vont être célébrés…

## Fiche technique
- Titre original : A Date with Judy
- Titre français : Ainsi sont les femmes
- Réalisation : Richard Thorpe
- Scénario : Dorothy Cooper et Dorothy Kingsley d'après le feuilleton radiophonique A Date with Judy créé par Aleen Leslie
- Direction artistique : Cedric Gibbons et Paul Groesse
- Décors : Edwin B. Willis
- Costumes : Helen Rose
- Directeur de la photographie : Robert Surtees
- Son : Douglas Shearer
- Montage : Harold F. Kress
- Chansons : Ernesto Lecuona
- Chorégraphie : Stanley Donen
- Direction musicale : George E. Stoll
- Production : Joe Pasternak
- Société de production et de distribution : MGM
- Pays de production :  États-Unis
- Langue originale : anglais
- Format : couleur (Technicolor) – 35 mm – 1,37:1 – Son mono (Western Electric Sound System)
- Genre : film musical et comédie romantique
- Durée : 113 minutes
- Dates de sortie : 
  - États-Unis : 29 juillet 1948
  - France : 17 juin 1950

## Distribution
- Wallace Beery : Melvin R. Foster
- Jane Powell : Judy Foster
- Elizabeth Taylor : Carol Pringle
- Carmen Miranda : Rosita Cochellas
- Xavier Cugat : Lui-même
- Robert Stack : Stephen Andrews
- Scotty Beckett : Ogden 'Oogie' Pringle
- Selena Royle : Mme Foster
- Leon Ames : Lucien T. Pringle
- Clinton Sundberg : Jameson
- George Cleveland : Gramps
- Lloyd Corrigan : Pop Scully
- Jerry Hunter : Randolph Foster
- Jean McLaren : Mitzie

Acteurs non crédités :
- Francis Pierlot : Professeur Green
- Lillian Yarbo : Nightingale

## Bande originale
- "It's a Most Unusual Day" : paroles et musique de Jimmy McHugh et Harold Adamson
- "Judaline" : paroles et musique de Don Raye et Gene de Paul
- "I'm Strictly on the Corny Side" : musique d'Alec Templeton, paroles de Stella Unger
- "Through the Years" : paroles et musique de Vincent Youmans et Eddie Heyman
- "Love Is Where You Find It" : paroles et musique de Nacio Herb Brown et Earl Brent
- "Home, Sweet Home" : air traditionnel, arrangement de Sir Henry Rowley Bishop, paroles de John Howard Payne
- "Cooking with Glass" : musique de Louis Oliveira, paroles de Ray Gilbert
- "Cuanto Le Gusto" : musique de Gabriel Ruiz, paroles de Ray Gilbert
- "I Got a Date With Judy" et "I'm Gonna Meet My Mary" : paroles et musique de Calvin Jackson

## Autour du film
- Le feuilleton radiophonique A Date with Judy fut diffusé de 1941 à 1949 sur le réseau de la NBC, puis de 1949 à 1950 sur celui de ABC network. Le rôle de Judy fut interprété par Dellie Ellis, Louise Erickson et Ann Gillis[1].
- Anecdote du film: à la soixante-huitième minutes du film, Wallace Beery arbore sa nouvelle cravate. Celle-ci est décorée de svastikas (croix gammées). Ceci afin de créer un jeu de mots, car on lui répond qu'elle est "snazzy", ce qui veut dire en anglais "élégante" jouant ainsi entre snazzy et "nazi".
- Le Feuilleton télévisé A Date with Judy fut diffusé de 1951 à 1953 sur ABC, avec Patricia Crowley dans le rôle de Judy Foster[1].